# L'Arbre de Noël
L'Arbre de Noël is een Frans-Italiaanse dramafilm uit 1969 onder regie van Terence Young.

## Verhaal
De 10-jarige Pascal Ségur raakt tijdens een duiktrip met zijn vader Laurent radioactief besmet. De artsen geven hem nog maar zes maanden te leven. Zijn vader wil hem de beste zes maanden van zijn leven bezorgen.

## Rolverdeling
| Acteur                | Personage                   |
| --------------------- | --------------------------- |
| William Holden        | Laurent Ségur               |
| Virna Lisi            | Catherine Graziani          |
| Bourvil               | Verdun                      |
| Madeleine Damien      | Marinette                   |
| Mario Feliciani       | Arts                        |
| Friedrich von Ledebur | Vernet                      |
| Georges Douking       | Dierenverzorger             |
| Michel Thomass        | Corsicaanse vriend          |
| Jean-Pierre Castaldi  | Politieman op de motorfiets |
| Yves Barsacq          | Charlie                     |
| France Daunic         | Monitrice                   |
| Brook Fuller          | Pascal Ségur                |